# „Moskit” kierowany pocisk przeciwpancerny
„Moskit” kierowany pocisk przeciwpancerny – prototyp polskiego przeciwpancernego pocisku kierowanego, skonstruowanego przez konsorcjum WITU i WB Electronics, w wersji LR (z trójnogiem) oraz SR (do strzelania z ramienia). Zaprezentowany po raz pierwszy na Międzynarodowym Salonie Przemysłu Obronnego w 2019 roku.

## Przeznaczenie
Pocisk został zaprojektowany do precyzyjnego rażenia celów, takich jak: czołgi podstawowe, transportery opancerzone, bojowe wozy piechoty, śmigłowce w zawisie i zakrytych stanowisk bojowych na dystansie od 100 m do 5 km. Opracowany w ramach programu Pustelnik, ogłoszonego przez Ministerstwo Obrony Narodowej dla pozyskania lekkiego przeciwpancernego pocisku kierowanego, stanowiącego element obrony przeciwpancernej m.in. pododdziałów piechoty. 

## Konstrukcja

### Wersja SR
Pocisk jest nazywany „polskim Javelinem”, został skonstruowany całkowicie z polskich części i przez polski przemysł zbrojeniowy. Składa się z pojemnika transportowo – startowego pocisku i przyrządu obserwacyjno – celowniczego, oferującego dwa tryby naprowadzania. W pierwszym pocisk jest odpalany w trybie „odpal i zapomnij – pocisk zmierza do określonego celu kierowany przez tzw. autopilota. W drugim operator ma możliwość korekty lotu i celu pocisku dzięki łączu światłowodowemu między pociskiem i wyrzutnią, w trybie ataku „odpal i koryguj”. Polega on na tym, że operator obserwuje przesyłany światłowodem obraz z kamery w lecącym pocisku i wskazuje cel. Możliwe jest dzięki temu prowadzenie ognia do celów za zasłonami terenowymi, zmiana punktu celowania czy zmiana celu. Pozwala to także uniknąć pomyłkowego trafienia własnego sprzętu. Pocisk może lecieć do celu po trajektorii płaskiej lub w ostatniej fazie ataku wznieść się i zaatakować cel z górnej półsfery. Namierzanie celów odbywa się za pomocą obrazu dostarczanego z głowicy optycznej (kamera telewizyjna, kamera termowizyjna, dalmierz laserowy), opracowanej przez Przemysłowe Centrum Optyki, umieszczonej w pocisku, wyposażonej w niechłodzony detektor bolometryczny. Jest to rozwiązanie nowocześniejsze niż stosowane np. w ppk Spike LR, bowiem uruchomienie detektora następuje szybciej i jego działanie nie jest ograniczone czasowo. Pocisk zawiera tandemową głowicę kumulacyjną zdolną do przebicia 700 – 800 milimetrów pancerza RHA chronionego pancerzem reaktywnym ERA (Explosive Reactive Armour). Zastosowany silnik startowy pracuje przez 80 milisekund a silnik marszowy przez 6 sekund. Jest bronią obsługiwaną przez pojedynczego żołnierza, może być odpalany z pojazdów kołowych i gąsienicowych a także ze śmigłowców i bezpilotowych statków powietrznych.
Dane techniczne pocisku SR
- Masa pocisku wraz z PTS (pojemnik transportowo – startowy): 18 kg,
- Masa przyrządu obserwacyjno – celowniczego: 5kg,
- Pocisk kalibru: 120 mm,
- Długość pocisku: 1150 mm,
- Masa pocisku: 10 kg,
- Zasięg rażenia: 100 do 2500 m,
- Głowica bojowa: tandemowa kumulacyjna,
- Masa głowicy: 1,8 kg[10],
- Przebijalność pancerza: min. 700 mm RHA,
- Sterowanie pocisku: światłowód[11][7].

### Wersja LR
Wariant pocisku opracowywanego w wersji przenośnej, z trójnogiem startowym, do obsługi przez dwóch żołnierzy. Istnieje wersja do obsługi przez jednego żołnierza który może go przenosić bez trójnogu i odpalać pocisk z ramienia. Pocisk może zwalczać cele na dystansie do 5000 metrów. Całość waży 26 kilogramów, a w wypadku wersji odpalanej z ramienia 20 kilogramów. Silnik startowy pracuje  80 milisekund, marszowy przez 10 sekund. System kierowania, naprowadzania i przebijalność jest identyczny jak w wersji SR.
Dane techniczne pocisku LR
- Masa pocisku wraz z PTS (pojemnik transportowo – startowy): 26 kg,
- Masa przyrządu obserwacyjno – celowniczego: 8 kg,
- Masa trójnogu: 3 kg,
- Pocisk kalibru: 120 mm,
- Długość pocisku: 1250 mm,
- Masa pocisku: 12 kg,
- Zasięg rażenia: 100 do 5000 m,
- Głowica bojowa: tandemowa kumulacyjna,
- Przebijalność pancerza: min. 700 mm RHA,
- Sterowanie pocisku: światłowód[11][7].

## Wersje wyrzutni pocisków LR
- „Dominator 1”, z dwoma pociskami, przewidziana do wykorzystania na zestawach wieżowych, na przykład bezzałogowej wieży ZSSW-30.
- „Dominator 2”, dla np. niszczyciela czołgów, z czterema, lub ośmioma pociskami.
- „Dominator 3”, wersja dla śmigłowców, z czterema pociskami o zasięgu zwiększonym do 6 km.

Instytut opracował dokumentację konstrukcyjną wyrzutni, jednak na tym etapie, nie przewiduje możliwości ich zbudowania.

## Perspektywy
W 2024 po 6 latach prac wg. informacji producenta, przeprowadzono próby i badania prototypu z wynikiem pozytywnym w warunkach zbliżonych do rzeczywistych. Przy zapewnieniu pełnego finansowania programu prace nad pociskami i gotowość do produkcji powinny zakończyć się maksymalnie za 3 lata. Koncepcją rozwoju jest także pocisk Moskit – ER, konstrukcja o wydłużonym zasięgu. Wariant ten odpalany z platformy lądowej może charakteryzować się zasięgiem rzędu 8 – 10 km, a przy odpalaniu ze znajdującego się na odpowiedniej wysokości śmigłowca 13 – 14 km.